# Pyrophorus noctilucus
Pyrophorus noctilucus is een keversoort uit de familie van de kniptorren (Elateridae). De wetenschappelijke naam is gepubliceerd in 1758 door Linnaeus in de tiende editie van Systema naturae.
De kever heeft twee stippen op zijn rug en één stip op zijn buik die zoveel licht produceren dat je erbij zou kunnen lezen.

## Verspreiding
Deze soort is te vinden in Belize, Honduras, Saint Vincent en de Grenadines, Argentinië, Kaaimaneilanden, Mexico, Panama, Paraguay, Colombia, Venezuela, Trinidad en Tobago, Guyana, Suriname, Brazilië, Ecuador, Peru, Bolivia, Texas, Hawaï, Cuba, Puerto Rico, Dominicaanse Republiek, Jamaica, Uruguay en Florida.